# Jacksonville Skyway
O Metrô de Jacksonville é um sistema de metropolitano que serve a cidade estadunidense de Jacksonville.